# Juan Esteban Lozano de Torres
Juan Esteban Lozano de Torres (Cadis, 2 de setembre de 1779 - Madrid, 27 de novembre de 1831) va ser un polític espanyol.
Era francmaçó però home de confiança de Ferran VII d'Espanya, va ser nomenat  secretari de Despatx de Gracia i Justícia el 29 de gener de 1817, càrrec que va ocupar durant 2 anys. Va ser bandejat durant el Trienni liberal per ser fortament reaccionari. En 1830 és nomenat President de la Caixa d'Amortització. Apareix en la novel·la de Benito Pérez Galdós “La segunda casaca”.